# Bistum Saint-Denis-de-La Réunion
Das Bistum Saint-Denis-de-La Réunion (lateinisch Dioecesis S. Dionysii Reunionis) ist eine Diözese der römisch-katholischen Kirche im französischen Übersee-Département (département d’outre-mer) Réunion im Indischen Ozean. Sitz ist die Inselhauptstadt Saint-Denis.

## Geschichte
1712 wurde die Apostolische Präfektur der Inseln im Indischen Ozean durch Papst Clemens XI. aus dem damaligen Bistum Malakka heraus gegründet. Papst Pius VII. firmierte sie 1818 zur Apostolischen Präfektur Bourbon um. 1826 und am 10. Januar 1830 gab die Apostolische Präfektur Bourbon Teile ihres Territoriums zur Gründung der Apostolischen Präfekturen Batavia und Südseeinseln ab. Gregor XVI. gründete 1841 die Apostolische Präfektur Madagaskar heraus; Pius IX. erhob 1850 die Präfektur Bourbon zum heutigen Bistum Saint-Denis-de-La Réunion. Am 26. Februar 1860 gründete der Papst die Apostolische Präfektur Zanguebar aus Teilen des Territoriums des Bistums.
Das Bistum ist immediat und direkt dem Heiligen Stuhl unterstellt.

## Bischöfe

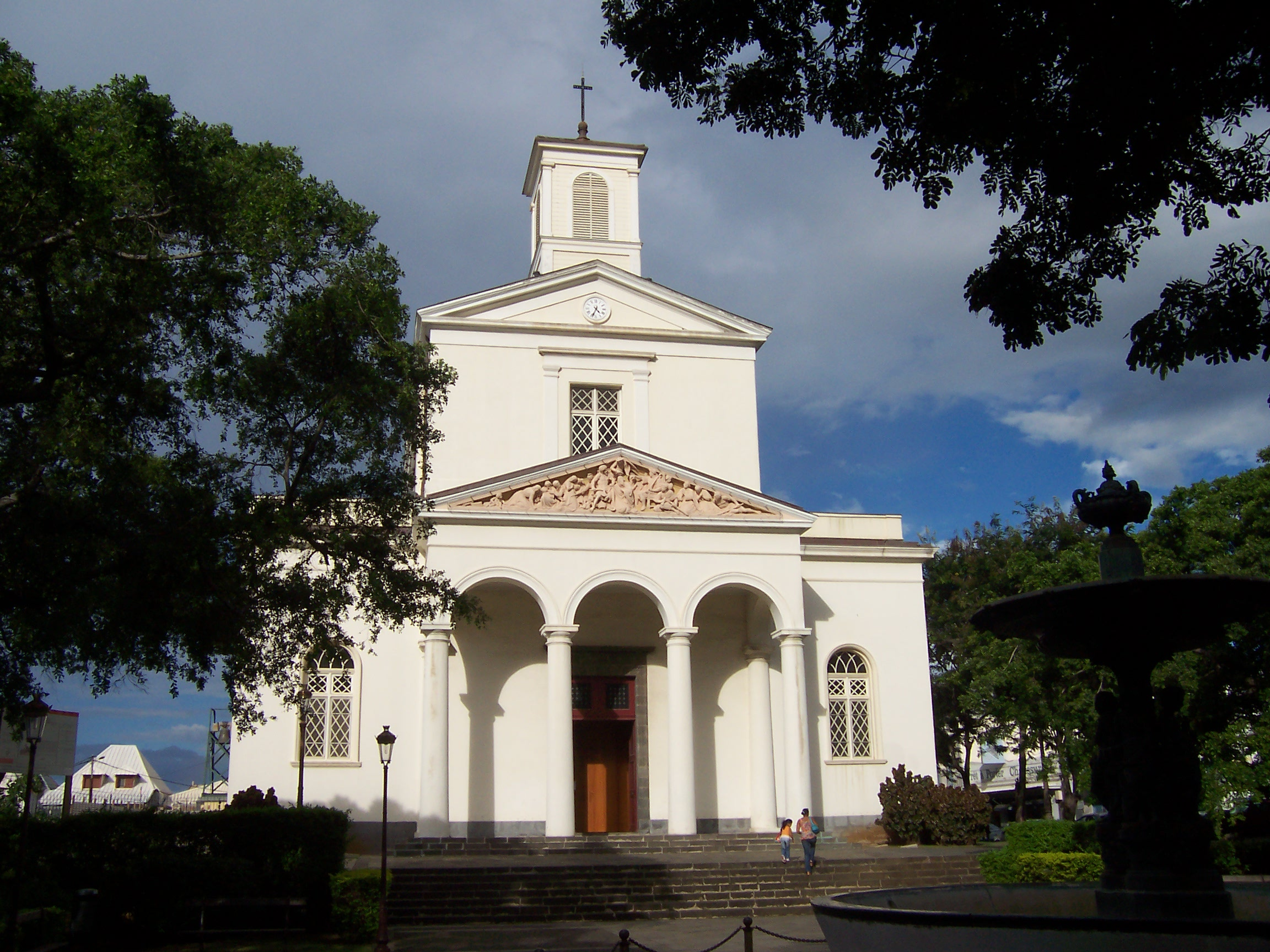
Cathédrale de Saint-Denis de la Réunion

- Florian-Jules-Félix Desprez (1850–1857)
- Armand-René Maupoint (1857–1871)
- Victor-Jean-François-Paulin Delannoy (1872–1876)
- Dominique-Clément-Marie Soulé (1876–1880)
- Joseph Coldefy (1881–1887)
- Edmond-Frédéric Fuzet (1887–1892)
- Jacques-Paul-Antonin Fabre (1892–1919)
- Georges-Marie Bonnin de La Bonninière de Beaumont (1919–1934)
- François-Emile-Marie Cléret de Langavant (1934–1960)
- Georges Guibert (1960–1975)
- Gilbert Aubry (1975–2023)
- Pascal Chane-Teng (seit 2023)